# マイクロマガジン社
株式会社マイクロマガジン社（マイクロマガジンしゃ、英: MICRO MAGAZINE, INC.）は、日本の出版社。

## 概要
1984年7月4日、広告代理店である株式会社マイクロハウスのパソコンソフトウェア・書籍編集部門の独立により、株式会社マイクロデザインの社名で設立された。当初は『PC-8801mkⅡベストマニュアル 入門者のためのBASICプログラミング』（廣済堂出版刊）などのコンピュータ関連書籍の編集業務や『ファミリーベーシックで遊ぼう!』などのファミコン関連書籍を刊行。1987年11月に大手取次との書籍口座を開設。1997年6月に大手取次との雑誌口座を開設し『隔月刊ゲーム批評』を雑誌扱いへ移行。
2002年4月1日に社名を株式会社マイクロデザインから株式会社マイクロマガジン社に変更。同年10月にロバート・キヨサキ発案の教育ボードゲーム『キャッシュフロー101 日本語版』の発売し、教育玩具事業に参入。2014年5月にノベルレーベル『GCノベルズ』を創刊し、ウェブ小説の書籍化に参入。
マイクロマガジン☆コミックス刊の『琴浦さん』『蒼い世界の中心で』『奇異太郎少年の妖怪絵日記』、GCノベルズ刊の『転生したらスライムだった件』『賢者の弟子を名乗る賢者』『乙女ゲー世界はモブに厳しい世界です』などがテレビアニメ化されている。
かつてはジュブナイルポルノ分野にも進出し、1999年9月に『二次元ドリームノベルズ』を創刊したが、後に系列企業のキルタイムコミュニケーションへ移管された。

## 刊行物

### 小説レーベル
- GCノベルズ
- GCN文庫
- かなで文庫 - 児童小説レーベル
- ことのは文庫
- メイプルノベルズ - 恋愛ノベル専門電子書籍レーベル[6]
- マイクロマガジン社文庫
- ブックブラスト

### 漫画レーベル
- ライドコミックス - Webマガジン「コミックライド」掲載作品を単行本化。
- コミックELMO
- コミックRouge
- マイクロマガジン☆コミックス

### 地域批評シリーズ
地域批評シリーズ日本の特別地域（単行本版）と、単行本版を再編集した地域批評シリーズ（文庫版）の2種類が刊行されている。

#### 日本の特別地域シリーズ
日本の特別地域シリーズは以下の作品である。
- 東京都足立区1･2※シリーズ第1作目の1は、2007年9月発行[7]。
- 東京都葛飾区
- 東京都板橋区
- 東京都杉並区1･2
- 東京都豊島区
- 東京都新宿区
- 東京都渋谷区
- 副都心線
- 神奈川県横浜市1･2
- 東京都中野区
- 東京都足立区vs葛飾区vs江戸川区
- 東京都江東区
- 東京都大田区1･2
- 東京都台東区
- 東京都世田谷区1･2
- 埼玉県さいたま市
- 神奈川県川崎市
- 東京都練馬区
- 千葉県東葛エリア※ナンバリングタイトルは14、シリーズは20作目。
- 神奈川県湘南エリア
- 神奈川県相模原市
- 福岡県福岡市
- 愛知県名古屋市
- 茨城県1･2
- 千葉県葛南エリア（船橋市・市川市・浦安市・習志野市・八千代市）
- 北海道札幌市1･2
- 東京都立川市
- 広島県広島市
- 東京都八王子市
- 千葉県千葉市
- 群馬県
- 宮城県仙台市
- 静岡県静岡市
- 新潟県
- 東京都武蔵野市・三鷹市
- 大阪府大阪市
- 栃木県
- 岡山県
- 福岡県北九州市
- 福島県
- 埼玉県
- 兵庫県神戸市
- 静岡県浜松市
- 長野県
- 香川県
- 山口県
- 千葉県
- 三重県
- 東京都町田市
- 熊本県熊本市
- 山梨県
- 滋賀県
- 鹿児島県
- 山形県
- 青森県
- 長崎県
- 愛媛県
- 福井県
- 佐賀県
- 岐阜県
- 秋田県
- 岩手県
- 東京都北区
- 宮城県
- 福岡県
- 石川県
- 富山県
- 静岡県
- 神奈川県
- 和歌山県
- 愛知県
- 千葉県船橋市
- 京都府[8]※シリーズは80作目。
- 広島県
- 兵庫県

### まんが地域学習シリーズ
- 守ろう！みんなの東北

### 絵本
- おばけのケーキ屋さん
- オレ、カエルやめるや
- オレ、なんにもしたくない
- オレ、おおきくなるのいや
- オレ、ねたくないからねない

### その他書籍
- MM新書

## Webメディア
- ライコミ - WEBコミックサイト。コミチに運営委託[9]。
- コミックライド[10] - WEBコミック雑誌（電子雑誌）。
- コミックライドアドバンス[11] - WEBコミック雑誌（電子雑誌）。
- コミックライドivy - WEBコミック雑誌（電子雑誌）。2023年3月20日創刊[12]。
- コミックELMO - pixivコミック内のWEB雑誌

### 過去の運営サイト
- マンガごっちゃ - 漫画投稿サイト。マイクロハウスと共同運営。
- マンガごっちゃAce - 電子書籍投稿・販売サイト

## 過去の雑誌・書籍

### かつて発行していた雑誌
- MSX応援団（発売：大陸書房、1987年-1988年[13]）
- ゲーム批評（1994年-2006年[14]）→G-navi（2006年-2007年[15]）
  - アニメ批評（1999年） ※ゲーム批評増刊
  - 二次元ドリームマガジン（2002年-）※キルタイムコミュニケーションに移管。
- パソコン批評（1995年-2004年[16]）
- PC自作派（1996年-2004年[17]） ※書籍扱い
- ユーゲー（2002年-2006年[18]）※キルタイムコミュニケーションから移管。
- GAME SIDE（2006年-2010年[19]）
  - GAME LEVEL1（2008年）※GAME SIDE増刊
  - ゲームサイド Level1（2008年）※GAME SIDE増刊
- evviva(エヴィーバ）（2007年-2008年[20]） ※書籍扱い

### 過去の書籍レーベル
- 二次元ドリームノベルズ ※キルタイムコミュニケーションに移管。
- デルタコミックス ※キルタイムコミュニケーションに移管。
- キルシェノベルズ
- トゥインクルデートブックス
- ゲームサイドブックス

## 映像作品
※製作委員会参加作品
| 年     | タイトル                                               | アニメーション制作                    |
| ------ | ------------------------------------------------------ | ------------------------------------- |
| 2013年 | 琴浦さん                                               | AIC Classic                           |
| 2016年 | 奇異太郎少年の妖怪絵日記                               | Creators in Pack                      |
| 2018年 | 転生したらスライムだった件                             | エイトビット                          |
| 2021年 | 転生したらスライムだった件 転スラ日記                  | エイトビット                          |
| 2022年 | 賢者の弟子を名乗る賢者                                 | studio A-CAT                          |
| 2022年 | 乙女ゲー世界はモブに厳しい世界です                     | ENGI                                  |
| 2022年 | 組長娘と世話係                                         | feel. GAINA                           |
| 2022年 | 転生したら剣でした                                     | C2C                                   |
| 2023年 | 聖者無双〜サラリーマン、異世界で生き残るために歩む道〜 | 横浜アニメーションラボ クラウドハーツ |
| 2023年 | 暴食のベルセルク                                       | A・C・G・T                            |

## 関連会社
- 株式会社マイクロハウス（1981年9月1日創業・1983年2月23日設立） - 広告代理業、クリエイティブ事業（デザイン・制作・印刷）
- 株式会社マイクロスタッフィングサービス - 労働者派遣事業、職業紹介事業
- 株式会社キルタイムコミュニケーション - 出版業
- 株式会社ブックコミュニケーション - 出版販売業
- 株式会社TSP[21]  - 飲食業（「Cafe de 武」新富店・湘南国際村 すてーき・ステーキ武）
- 株式会社マイクログループホールディングス（旧:株式会社エムアンドティー・コンサル）